# Церква Святого Михаїла (Довгополе)
Церква Святого Михаїла (Довгополе) — дерев'яна церква в с. Довгополе Івано-Франківської області, Україна, пам'ятка архітектури національного значення.

## Історія
Церква датована 1872 роком. Церква охоронялась як пам'ятка архітектури Української РСР (№ 1146). За іншими даними церква була знищена в 80-х роках ХХ ст., а на її місці було збудовано нову.

## Архітектура
Структурно церква хрестоподібна в плані, побудована в гуцульському стилі. Від квадратного великого центрального зрубу нави по боках розташовані маленькі бічні рамена. З південного входу добудовано ганок. Церква оточена опасанням, яке лежить на кінцях зрубів. Вершину зрубу нави вінчає шатроподібний купол, розташований на восьмисторонній основі. Бокові зруби перекриті двоскатними дахами з маківками.

## Парохи
- о. Григорій Пасічницький (1878—1887)
- о. Іван Гощоватюк (1887—1888, адміністратор)
- о. Іван Попель (1888—1921+)
- о. Марко Гіль (1924—1926)
- о. Стефан Антимович (1926—1931)
- о. Володимир Глібовицький (1931—1938)
- о. Микола Ілійчук — нині

## Див також
- Церква Благовіщення Пречистої Діви Марії (Коломия)
- Церква Покрови Пресвятої Богородиці (Білоберізка);
- Церква святих апостолів Петра і Павла (Красноїлля);
- Церква святого Василія Великого (Черче);
- Церква святого Миколая (Кліщівна).